# El segundo disparo
El segundo disparo (Le Deuxième Coup de feu en su título original) es una obra de teatro en 3 actos del dramaturgo francés Robert Thomas, adaptación de una novela de Ladislas Fodor. Fue estrenada en 1964.

## Argumento
Olivier Lenoir, comisario de policía, acaba de contraer matrimonio con Suzanne, una bella mujer 20 años más joven que él. Aunque la pareja parece feliz, Olivier es asediado por el demonio de los celos y contrata a un detective privado para que siga cada uno de los movimientos de la mujer. El detective tranquiliza a su cliente. Pese a ello, Olivier decide tender una trampa a su mujer y es en ese momento cuando aparece un chantajista que pretende obtener beneficio a cambio de no desvelar cierto pasado oscuro que concierne al primer matrimonio de Suzanne. El comisario, entonces, planea el crimen perfecto. Al cobrar los 30 millones prometidos por su silencio, el chantajista recibirá un disparo mortal. Sin embargo las cosas no suceden como se habían planeado.

## Representaciones destacadas
Se estrenó el 23 de octubre de 1964 en el Théâtre Édouard VII de París, con dirección de Pierre Dux. El elenco estuvo integrado por Pierre Dux (Olivier Lenoir), Huguette Hue (Suzanne Lenoir), Lucien Baroux (Monsieur Edouard) y Robert Thomas (Patrice).
En España se estrenó el 19 de febrero de 1965, en el Teatro Beatriz de Madrid, traducida por Concha Agüero, con dirección de José Osuna e interpretación de Luis Prendes, María Mahor, Ramón Elías, Carlos Mendy y Víctor Blas.
Existe una versión para televisión emitida en Francia el 28 de febrero de 1969, con Jean Desailly, Simone Valère, Raymond Souplex, Edmond Ardisson y el propio Thomas.